# بوخلوف
بوخلوف (بالإنجليزية: boukhlouf) هي إحدى قصور دائرة الواتة يحدها من شرق أماس ومن الغرب الواتة مركز ومن الشمال الواتة قصر تضم عائلات كل من ميموني وسلام وصادق وحماني ومعلم وقايضي ورفدي.
يعتمد سكانها على الفلاحة بشكل أساسي